# Przetwornik obrazu

Zasada działania wzmacniacza obrazu

Przetwornik obrazu, wzmacniacz obrazu – jeden z podstawowych elementów noktowizora; rodzaj lampy elektronowej, której zadaniem jest zamiana pojedynczych fotonów wpadających do wnętrza lampy przez obiektyw na lawinę elektronów kierowanych potem na ekran i wzbudzających na nim świecenie odtwarzające obraz widziany przez obiektyw.
Wzmacniacze obrazu uczulone mogą być na różne zakresy widma elektromagnetycznego, od bliskiej podczerwieni aż po światło widzialne i w zależności od swych parametrów znajdować mogą różne zastosowania, tak w wojsku, jak w technikach cywilnych, do obserwowania otoczenia w ciemności, jeśli tylko pozwala na to nawet szczątkowa poświata pochodząca od Księżyca i gwiazd albo jeśli obserwator dysponuje szperaczem (reflektorem) oświetlającym otoczenie w zakresie podczerwieni.

## Budowa i zasada działania
Schemat wzmacniacza obrazu widoczny jest na rysunku obok.
Dzięki wykorzystaniu zjawiska fotoelektrycznego zewnętrznego, znajdująca się za soczewkami obiektywu fotokatoda (na rysunku obok po lewej jego stronie, koloru jasnopopielatego), np. z arsenku galu, reaguje na padające na nią pojedyncze fotony emisją pojedynczych elektronów, które następnie przyspieszane są w polu elektrostatycznym wytworzonym przez przyłożenie wysokiego napięcia stałego rzędu kilku kilowoltów (na rysunku 5 kV) pomiędzy fotokatodę a katodę wtórną (na rysunku pośrodku, koloru niebieskiego). Pole przyspieszające nadaje elektronom znaczną energię, dzięki której uderzając w katodę wtórną wybija z niej lawinę kolejnych elektronów. Lawina ta kierowana jest poprzez kolejne pole przyspieszające (na rysunku, różnica potencjałów wynosi 300 V) w kierunku pokrytego luminoforem ekranu (na rysunku po prawej, koloru zielonego). Uderzanie elektronów w luminofor powoduje emisję światła. W rezultacie, trudne do zauważenia pojedyncze fotony z wejścia (obiektywu) lampy, po znacznym wzmocnieniu, reprezentowane są na wyjściu (ekranie) przez łatwo dostrzegalną  poświatę; obraz z ekranu może być następnie przetworzony przez układ soczewek okularu, ułatwiający obserwację i rozróżnienie szczegółów obrazu.
Taka konstrukcja nie pozwala na rozróżnianie prawdziwych barw obserwowanych obiektów, wszystkie mają na ekranie jednakowy (zwykle zielony) kolor, a szczegóły mogą być rozróżniane tylko na podstawie ich jasności. Wzmacniacze obrazu są bardzo czułe, skierowanie niezasłoniętego obiektywu w stronę nawet tak stosunkowo słabych źródeł światła, jak księżyc lub świecący w kierunku obiektywu odległy reflektor może spowodować trwałe uszkodzenie wzmacniacza obrazu. We współczesnych noktowizorach stosuje się automatyczne układy odłączające napięcia przyspieszające przy skierowaniu noktowizora na zbyt silne źródło światła.